# RVN Nieuwegein
RVN Nieuwegein is een Nederlandse volleybalclub uit Nieuwegein die begin juli 2011 zijn oorsprong heeft gevonden. De club heeft vijf teams, drie dames en twee heren, die allen recreantenvolleybal beoefenen. Zij komen allen uit in de recreantencompetitie van de Nevobo.

## Historie
RVN Nieuwegein is ontstaan door de samenwerking van een groep enthousiaste volleyballers in en om Nieuwegein. Deel van de leden is afkomstig van Vrevok.
Op 9 september 2017 werd RVN heren1 7e op het NRK in Utrecht.
In 2018 werd RVN H1 5e op het NRK in Utrecht,.
Op 13 juli 2019 werd RVN H1 9e op het NRK in Utrecht.
In 2018-2019 werd RVN H1 kampioen op het A-niveau.
Vrevok is op 11 oktober 1971 opgericht. Het eerste herenteam van de Vreeswijkse Volleybal Klub kwam van 1996 tot 2006 uit in de Eredivisie. In het seizoen 1999/2000 behaalde het herenteam hun grootste succes door landskampioen te worden. In het seizoen 2000/2001 won het eerste herenteam de beker.

## Tegenwoordig
RVN Nieuwegein komt momenteel uit in de recreantencompetitie op A en B-niveau (heren) en A, B en C niveau (dames). Gidion verbindt zijn naam aan de club dankzij een sponsorsamenwerking die al sinds het begin van RVN actief is.